# Líceumi kápolna (Eger)

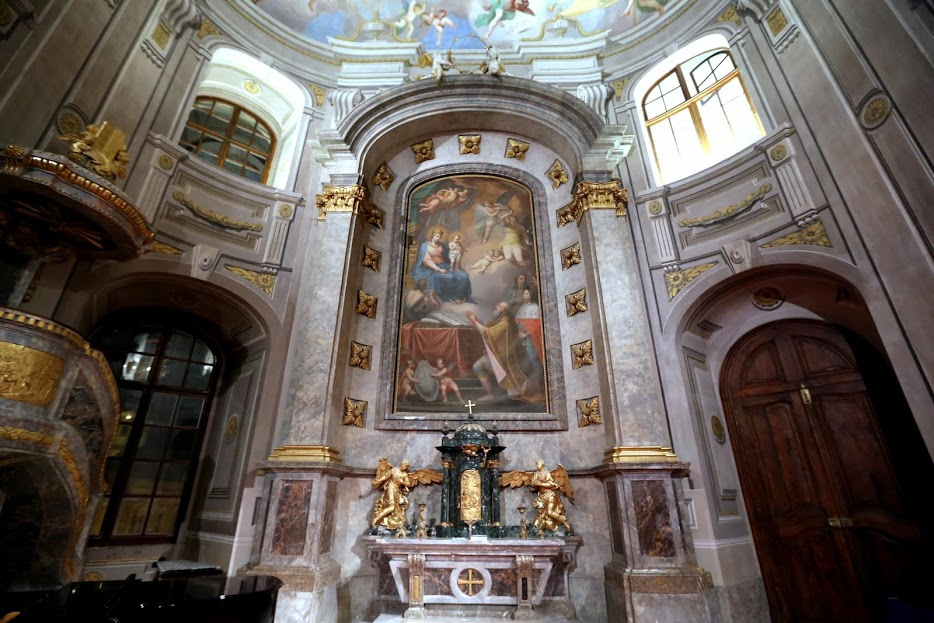
A líceumi kápolna szentélye

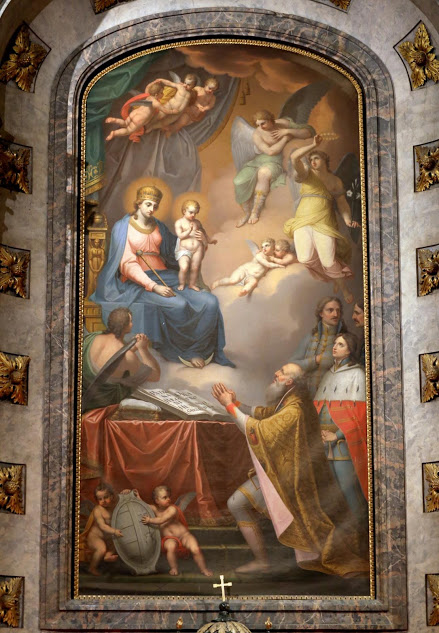
A líceumi kápolna főoltára

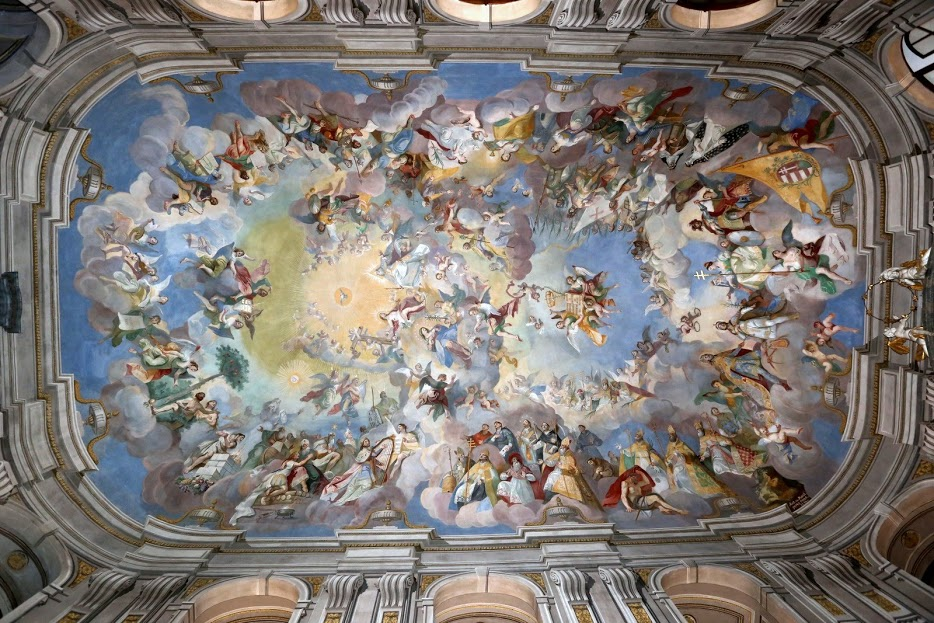
A líceumi kápolna mennyezete

Az egri Líceum kápolnája az északi épület közepén, annak egybenyitott 1–2. emeletén foglal helyet. Az államosítás után egy évtizedig üresen állt, majd 1959-ben a Főegyházmegyei Könyvtár tulajdonába került. 1991 augusztusáig itt tárolták a könyvtár újabb kori gyűjteményét. Az egykori sekrestye a könyvtár munkahelye: mivel ebben az egy ablakos, túlzsúfolt szobában tárolják a katalógusokat és a kézikönyveket, dolgozzák fel és kölcsönzik a köteteket, az olvasóknak mindössze öt ülőhelyet tudnak biztosítani.
A kápolna fő nevezetessége, hogy mennyezetét Franz Anton Maulbertsch Az üdvözültek című freskója (1793) díszíti.

## Az üdvözültek
Amint erre a kép címe is utal, a barokk festmény az Isten Országát és annak lakóit, a szenteket (azaz üdvözülteket) ábrázolja.
A kép középpontjában a Szentháromság látható, közvetlen közelében pedig angyalok és Szűz Mária. A háttér nyitott égbolt, kellemes pasztellszínekkel; ez előtt jelennek meg a szentek, méghozzá idő-, illetve logikai rendben csoportosítva. Az életteli alakok szinte mindegyike mozog.

### A külső sor képei
- Az első emberpár, Ádám és Éva az almafa alatt látható. Tőlük jobbra sorjáznak az Ószövetség legendás alakjai: Noé a bárkával, a fia feláldozására készülő Ábrahám, Dávid király a hárfával, Mózes a két kőtáblával és még sokan mások.
- A következő csoportban helyezkednek el az Újszövetség nevezetes szentjei: pápák, szerzetesek, hittudósok.
- Az oltár fölött magyar szentek láthatók — a megrendelő Eszterházy Károly szándéka szerint azért, hogy a diákok a padból az oltár felé pillantva őket lássák, az ő példájukból meríthessenek:

az első helyen Szent István király áll,
mellette fia, Szent Imre herceg;
a kettős kereszt árnyékában oszt alamizsnát magyarországi szent Erzsébet, a szegények védőszentje;
közvetlenül mellette, teljes páncélban áll Szent László királyunk,
a nagy vezeklő, Árpád-házi Szent Margit fekete csillagos köpenyben imádkozik.
- A negyedik csoportban egyéb (nem magyar) szentek gyülekeznek, mint például:

Szent Cecília,
Szent Borbála,
Szent Ágnes stb.
- Az ötödik és egyben utolsó csoportban az apostolokat és az evangélistákat örökítette meg a művész.

### A belső sor képei
A belső sorban angyalokat és vértanúkat láthatunk:
Az almafa koronájától kissé balra az attribútumával, a sassal megjelenített János evangélista, az egri főegyházmegye védőszentje jobb kezével szemét árnyékolva szemléli a Szentháromságot.
Az apostollal átellenben, a kép másik fókuszában angyalok csoportja tart egy nyitott könyvet, aminek lapjain latinul a „Jöjjetek Atyám áldottai! Vegyétek birtokba a világ kezdetétől Nektek készített országot!” felhívás olvasható — a Biblia (Mt. 25,34) szerint az utolsó ítéleten ezt mondja majd Krisztus a szenteknek.

## Az oltár
Az oltárképet Hesz János festette 1813-ban; rajta szent István király imádkozik a Magyarok Nagyasszonyaként tisztelt Szűz Mária képe előtt.
A tabernákulumot 1793-ban készítette verde antico márványból Giovanni Adami. A hozzá való anyagot Szentpétervárról hozták apró darabokban, tehát az oltárszekrényt több száz darabkából kellett összeállítani.
Az oltár angyalait Motzer József egri szobrász mintázta 1794-ben.
Az oltár körül látható, szürke márványt Felsőtárkányban bányászták.

## Szószék
A szószék reliefjeit is Motzer József mintázta 1794-ben.